# Maria Adelaide Fernandes Prata
Maria Adelaide Fernandes Prata (Porto, 8 de julho de 1822 - Lisboa, 21 de março de 1881) foi uma poeta e escritora portuguesa. 

## Biografia
Nasceu no Porto, filha de Maria Tomásia de Queirós e de Henrique José Fernandes, que residiam na rua da Picaria.
Em 23 de janeiro de 1847 casou com António Prata, ourives, e vivem na rua Duquesa de Bragança. A 16 de julho de 1848 teve um filho, Alberto, enfermo desde pequeno, e de quem vai cuidar até à sua morte aos dez anos, a 8 de abril de 1867.
Colaborou com vários periódicos nos quais publicou poesia e prosa, e defendeu a produção literária feminina e mostrou que estava atenta à religiosidade, e ao papel da mulher na sociedade portuguesa. A sua produção literária foi objecto de crítica por parte de outros autores, como Camilo Castelo Branco, e Alberto Pimentel, tendo no entanto o apoio de Sousa Viterbo e Pinheiro Chagas.
Traduziu Fingal em 1867 - a primeira tradução completa do poema em Portugal - o que contribuiu significativamente para a difusão dos textos Ossiânicos no país.
Depois da morte do marido, que acontece próxima da do filho, Maria Adelaide mudou-se para Lisboa, onde morreu a 22 de março de 1881, esquecida pela imprensa. Está sepultada no Cemitério dos Prazeres, em Lisboa.

## Obra
- Poesias offerecidas às senhoras Portuenses (Porto, 1859)
- O filho de Deus (Porto, 1863)

### Tradução
- Fingal, poema em seis cantos de Ossian (Porto, 1867)

### Colaborações com periódicos
A Esperança
- O bardo na solidão (1865)
- Soneto (1865)
- Ressentimento... dedicado a Maria Peregrina de Souza (1865)
- Resposta às observações do Snr. Alberto Pimentel (1865)
- Reconhecimento (1865)
- Sexta-feira Santa (1865)
- Carta (1865)
- Saudade (1865)
- Mulher perdida (1865)
- A harpa triste que eu vibro (1865)
- Duas palavras dedicado a (1865)
- Uma cativa (1865)
- Adão antes de Deus formar Eva (1865)
- Quem é o poeta (1865)
- A mãe que abandona o filho recém-nascido (1865)
- À religião (1865)
- Amo (1865)
- O regresso de um soldado à pátria (1865)
- No dia da chegada da família Real ao Porto (1865)
- Súplica duma virgem (1865)
- Desafogo (1865)
- A uma amiga (1865)
- Vozes do coração (1865)
- Amor dum negro (1866)
- O caçador (1866)
- Ormia (1866)
- A uma estrela (1866)

A Voz Feminina
- Correspondência - cartas a Francisca Wood acerca do processo educacional das mulheres, e a valorização da leitura de obras de autoria feminina.[7] (1868)

Almanaque das Senhoras
- À amiga Maria Joana d'Almeida (1872)
- Imaginar-te (1873)
- Devaneios duma aldeã (1875)
- Ao homem (1876)
- Quem és tu? (1877)
- Amor dum negro (1878)
- Lamentos (1880)
- Em Sexta-Feira Santa (1881)
- Aos cedros seculares (1882), publicado postumamente.

Novo Almanaque de Lembranças Luso-Brasileiro
- Antes do combate (1878)
- Amor vingado (1882)

A Voz do Operário
- O escravo (1883)
- Ao avarento (1887)

A Mulher
- Lamentos (1881)